# 珠海公共自行车
珠海公共自行车，是中国广东省珠海市城建集团下属的公共自行车公司营运的一个公益性公众交通项目，服务于2012年12月20日开通，由常州永安公共自行车系统股份有限公司承建。

## 投放数量
截至2019年6月，珠海城市公共自行车已投放15380辆。

## 租还方式
通过预先在电子钱包（IC卡）、市民卡等相关卡证充值后，在服务点POS机上刷卡、租车，使用后骑车到正在服务中的相关服务点归还。

### 费用
- 押金：300元；
- 租车计费初始时间：取车1分钟后开始；
- 租车时间当日累计90分钟内（含90分钟）免费；
- 租车累计90分钟以后且单次使用不足1小时的，按用车次数计费，每次收费1元；
- 租车累计90分钟以后且单次使用超过1小时，按时长计费，每小时1元。不足1小时按1小时计；
- 租车单日内最高消费23元；连续租车时间不得超过2日（48小时）。

### 租还车时间
租车时间为每天05:00—24:00，全天皆可还车。

## 停止运营
2023年12月10日，珠海公交自行车有限公司宣布由于“设备老化、共享单车普及”等原因，珠海主城区公共自行车项目“已完成其作为出行模式探索和过渡的历史使命”，项目将于2024年1月1日00:00停止运营。